# Chiesa di San Lorenzo a Ponte a Greve
La chiesa di San Lorenzo a Ponte a Greve è un luogo di culto cattolico che si trova in via Pisana a Firenze, nel rione San Lorenzo a Greve.

## Storia e descrizione

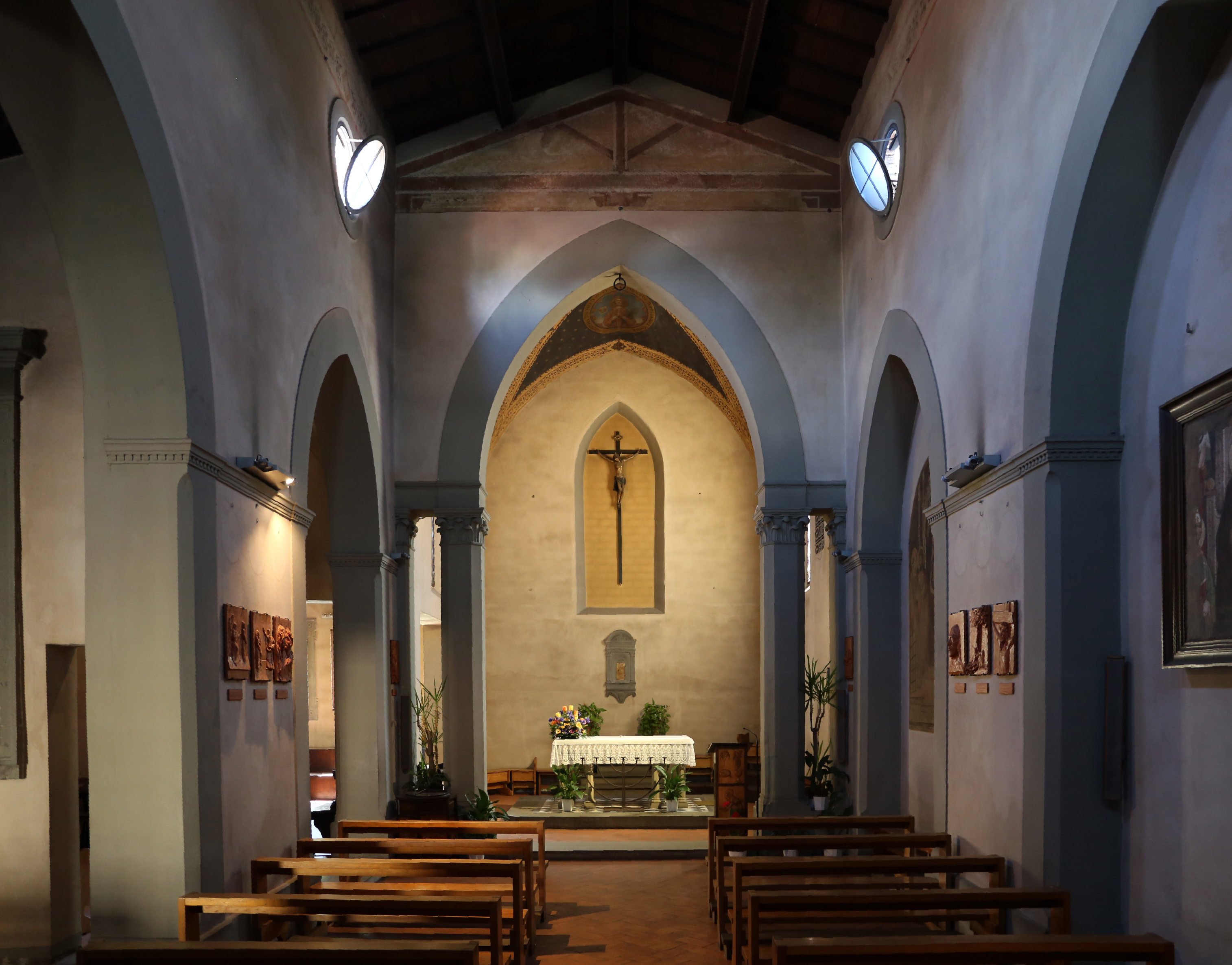
L'interno

Risulta documentata sin dal 1172 ed ebbe notevole importanza per essere stata costruita presso il ponte sul torrente Greve. Anticamente era recinta da mura come in un fortilizio e collegata ad una torre a difesa strategica del passo lungo la via Pisana. Ciò permise che si salvasse durante l'assedio di Firenze, infatti è rappresentata, unica chiesa fuori le mura a parte i complessi collinari di San Miniato al Monte, San Salvatore al Monte e Monte Oliveto, ad essere rappresentata nella pianta di Stefano Buonsignori del 1584.
Famiglie illustri come i Soldanieri, i Visdomini e gli Ovrigo ne ebbero il patronato e l'arricchirono di numerose opere d'arte. Nel corso dei secoli subì varie trasformazioni e restauri conservativi, tuttavia sono ancora presenti brani di un affresco raffigurante la Madonna del Latte attribuito al Maestro di Signa (inizio del Quattrocento, proveniente dal tabernacolo del vicino ponte sulla Greve) ed un reliquiario di San Lorenzo in rame sbalzato del Trecento con un'iscrizione nel fregio smaltato che riporta il nome del committente "Zanobi di Cischo".